# 尼古拉斯·奧托
尼古拉斯·奧托（Nicolaus Otto，1832年6月11日—1891年1月28日），生于海德地區霍爾茨豪森，是一位德国科学家，1876年发明了四冲程循環内燃机。也有报道称，非四冲程内燃机此前已由他人发明，且四冲程在他在世的年代可能也已经存在，但他首次将其实用化。并且为汽车的诞生产生了推动作用。
其子古斯塔夫·奧托為BMW創辦人。

## 早年
其父为农民，同时经营当地邮局。他作为一名在法兰克福和科隆经商的商人学徒，迁回科隆后为研究小型热机、尝试改进艾蒂安·勒努瓦的设计而辞去职务。
配偶是安娜·戈西，合法生有七子，其中一子古斯塔夫·奥托后来成为飞机制造者。

## 奥托循环
奥托四冲程发动机设计为静止发动机，一冲程为活塞在气缸内上行或下行一次。后来为用于汽车而经过修改的四冲程为：（1）下行吸气冲程——可燃气体和空气的混合气进入气缸；（2）上行压缩冲程——活塞压缩可燃混合气；（3）下行做工冲程——电火花点燃可燃混合气；（4）上行排气冲程——排出气缸内废气。